# Gasthof „Zum Anker“ (Magdeburg)

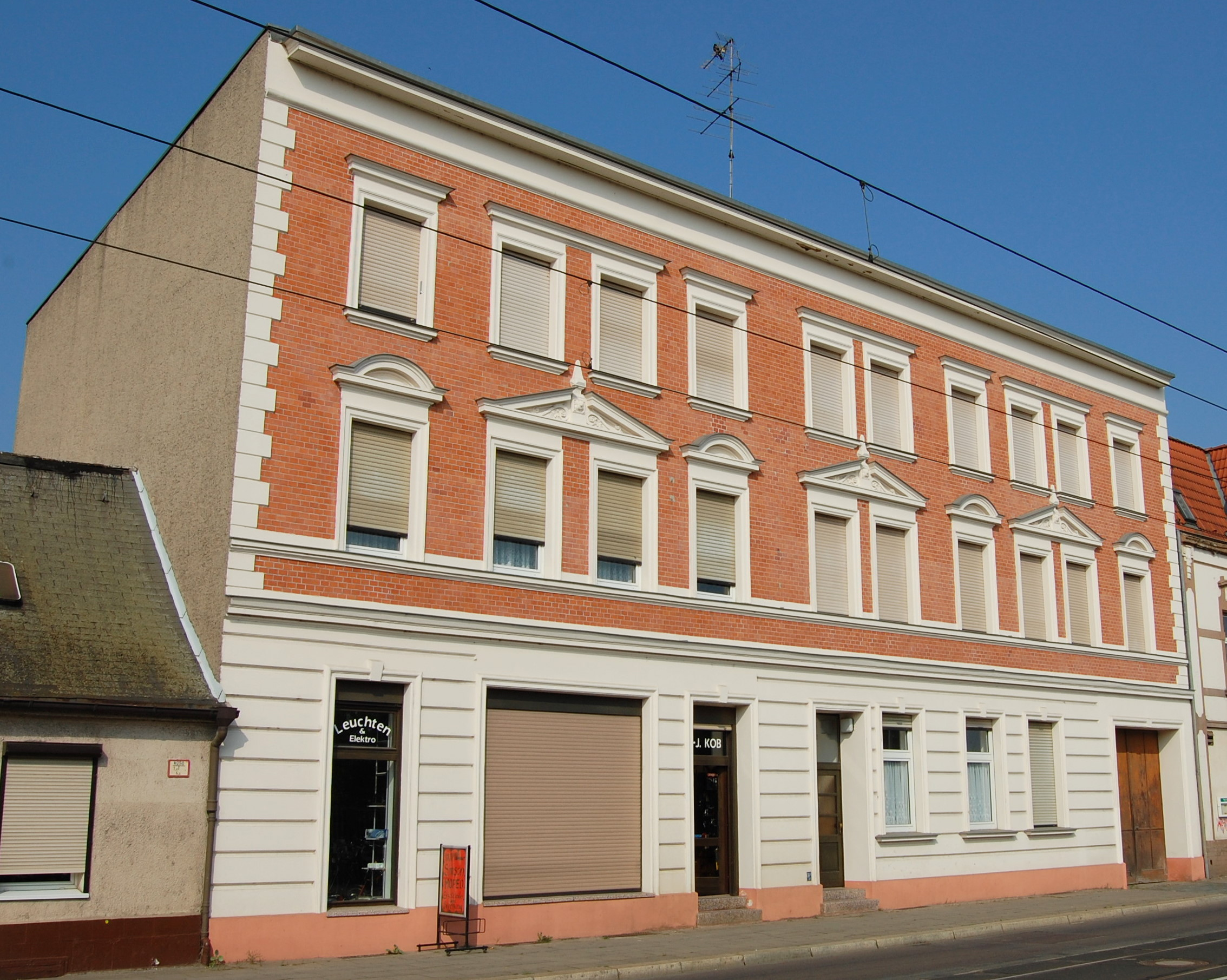
Ehemaliger Gasthof Zum Anker, Alt Westerhüsen 15, Aufnahme 2010

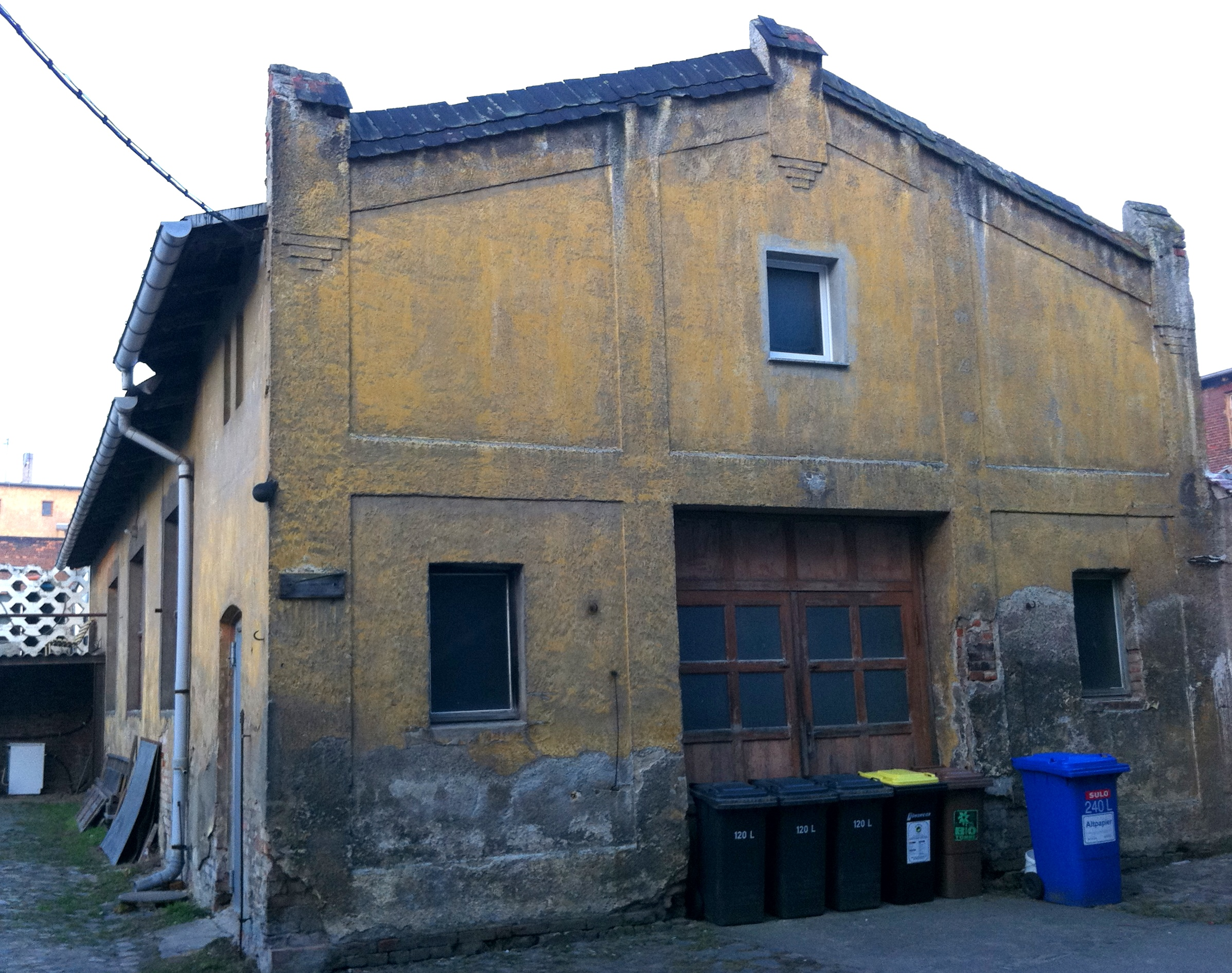
Saal auf dem Hof des Grundstücks

Der ehemalige Gasthof „Zum Anker“ ist ein denkmalgeschütztes Gebäude im Magdeburger Stadtteil Westerhüsen.

## Architektur
Das Haus befindet sich an der Adresse Alt Westerhüsen 15 und wurde 1890 mit Stilelementen der Neorenaissance gebaut. Der aus Ziegeln errichtete, dreigeschossige verputzte Bau verfügt in seinem ersten Obergeschoss über den Fenstern über Spreng- und Segmentgiebel. Das Haus gehört wie der nördlich angrenzende Gasthof Westerhüsen zum erhaltenen Teil der gründerzeitlichen Bebauung entlang der Hauptstraße Westerhüsens.

## Geschichte
Der die Brauerei im südlich angrenzenden Haus Alt Westerhüsen 16 betreibende Brauer Otto Bräutigam ließ das Haus in seinem Garten als Gasthof „Zum Anker“ errichten. Vor der Eingemeindung Westerhüsens im Jahr 1910 lautete die Adresse Schönebecker Straße 65. Anfang des 20. Jahrhunderts gab Bräutigam die Brauerei auf und eröffnete in Salzelmen eine Selterfabrik. Der Gasthof hatte daraufhin wechselnde Besitzer.
1912 wurde auf dem Hof des Hauses das Lichtspielhaus Südost eröffnet. In der Zeit des Zweiten Weltkrieges war unweit des Kinosaals ein kleiner Luftschutzbunker eingerichtet. Im Falle eines Luftalarms wurde die Vorführung abgebrochen und die Zuschauer mussten den Luftschutzraum aufsuchen. Nach Ende des Alarms wurde die Vorführung nicht fortgesetzt. Das Eintrittsgeld gab es allerdings nicht zurück. Das Kino blieb noch bis in die Zeit der DDR in Betrieb.
1920 erwarb der Schlossermeister Robert Kob das Haus. Er richtete in den Räumen der Gaststätte ein Fahrradgeschäft ein, welches bis heute (Stand 2011) besteht und auch weiterhin von der Familie Kob betrieben wird. Die oberen Geschosse des Hauses dienen Wohnzwecken.